# اندیس دیزه جین ۲
دیزه جین ۲ یک اندیس فلزی است که در حوالی شهر رودبار استان قزوین قرار دارد و مادهٔ معدنی موجود در آن، مس است.سنگ میزبان این اندیس گرانودیوریت است  در این اندیس، پاراژنز‌های پیریت یافت می‌شوند.